# Demetrios Petrokokkinos
Demetrios Petrokokkinos (grego: Δημήτριος Πετροκόκκινος: 17 de abril de 1878 – 10 de fevereiro de 1942) foi um tenista grego, vice-campeão olímpico de duplas, em 1896 no tênis.
Ele foi derrotado em simples por Evangelos Rallis na primeira rodada, porém, com seu parceiro de duplas Dionysios Kasdaglis, avançaram duas rodadas e só perderam a final.